# Plana d'inundació

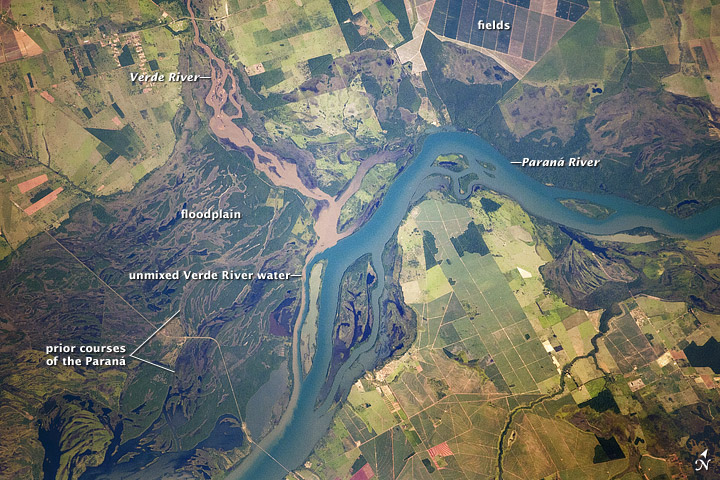
Plana d'inundació del riu Paranà, Brasil (2012).

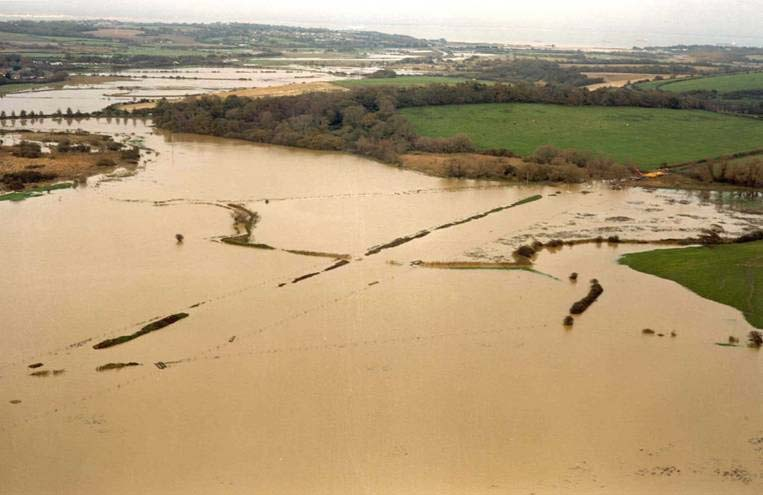
Vista de la plana d'inundació en l'illa de Wight

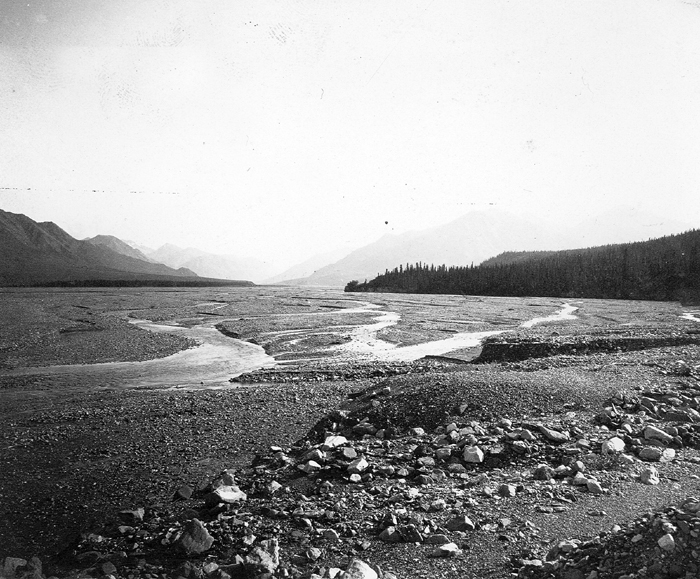
Plana d'inundació amb grava a Alaska, 1902

Una plana d'inundació en hidrologia és la part de la vall d'un riu, adjacent al llit fluvial, formada per sediments dipositats pel riu en èpoques de crescuda. Forma una part de la plana al·luvial.
A les planes d'inundació es formen meandres que erosionen les seves ribes en el seu desplaçament cap avall. Generalment les planes d'inundació presenten sediments no consolidats: acumulacions de sorra, grava llim o argila que sovint són aqüífers importants. Les planes d'inundació geològicament velles sovint es representen en el paisatge per terrasses fluvials que romanen relativament més altes que la plana d'inundació actual.
Les planes formen un ecosistema amb la major biodiversitat de tots els biòtops amb una riquesa d'espècies que no es troba enlloc. Durant la fase d'inundació sedimenten molts nutrients, el que va les planes valuoses per l'agricultura. Una bona gestió activa de les planes pot reduir considerablement el risc d'inundació.

## La destrucció i la renaturalització de les planes d'inundació
Una visió només productivista ha contribuït a una deterioració de molts rius i les seves planes d'inundació. Les noves tècniques de conreu a les zones rurals l'assecament d'aiguamolls així que la construcció de carreteres asfaltades i la urbanització desconsiderades van impermeabilitzar excessivament les zones inundables, fet que va conduir a una evacuació massa ràpida de les aigües en cas de precipitacions intenses, un augment del risc d'inundació, una reducció del potencial autonetejador de l'aigua i una destrucció de la biodiversitat. La intervenció de l'home en rectificar el curs dels rius al segle xx, per tal d'accelerar el desguàs, sovint va provocar l'efecte contrari en augmentar encara el cabal i accelerar l'erosió. Al costat de mesures "dures" d'enginyeria tradicionals (alçar les parets, apregonar el llit…) avui es comença a preconitzar intervencions més naturals per a alentir el desguàs: tornar a crear zones d'inundació naturals fora de les zones habitades, renaturalitzar el curs, reconstituir meandres tallats, utilitzar un empedrament permeable de les carreteres, tot i aplicar teulats verds.
La directiva marc de l'aigua europea del 2000 obliga a conservar o si s'escau a restaurar els valors ecològics i abandonar una visió únicament productivista.
Vegeu també: Terra fora del dic